# Souvrství Ša-si-miao

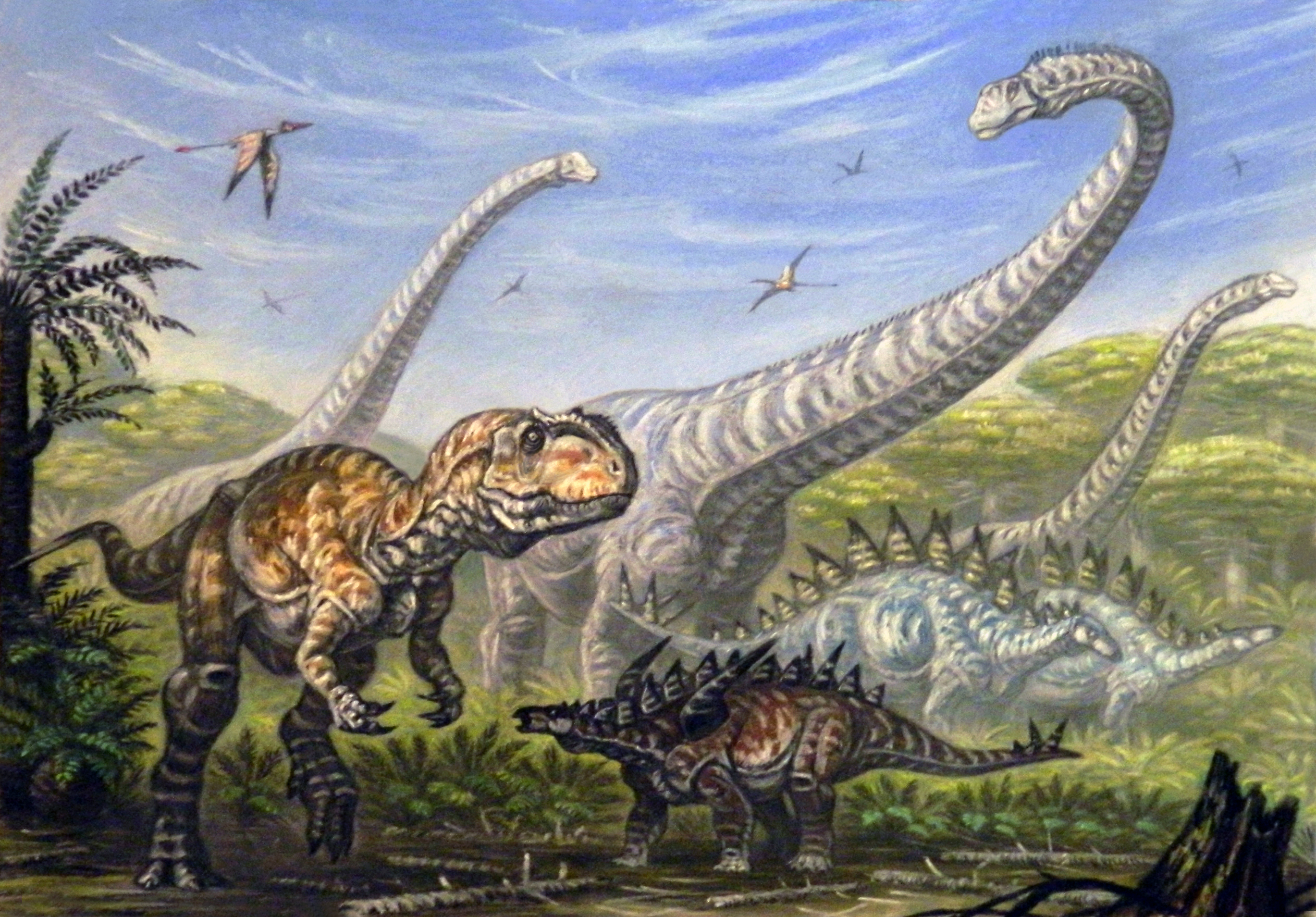
Dinosauří megafauna souvrství Ša-si-miao.

Souvrství Ša-si-miao (angl. Shaximiao) je geologická formace, zahrnující některé z nejznámějších paleontologických lokalit z období střední až pozdní jury na území Číny i celé východní Asie. Sedimenty této formace mají stáří asi 168 až 159 milionů let a jejich mocnost činí až 1200 metrů. Většinou jsou tvořeny pískovci, v menší míře pak prachovci a jílovci. Rozkládají se na území čínské provincie S’-čchuan.

## Význam
Nejvýznamnějšími objevy jsou nálezy fosilií jurských dinosaurů, jako je velký teropod Yangchuanosaurus magnus, vývojově primitivních stegosauridů druhu Gigantspinosaurus sichuanensis a Huayangosaurus taibaii, obřích sauropodů druhu Mamenchisaurus hochuanensis a mnoha dalších.
Je možné, že fosilie dinosaurů z tohoto souvrství podnítily u tamních obyvatel už před staletími představy o dracích.

## Paleoklima
V průběhu střední jury (geologické věky bajok až callov/kelloway, asi před 168 až 163 miliony let), kdy se tyto sedimenty ukládaly, patrně panovalo relativně chladné podnebí, způsobené globálními výkyvy typu mega-monzunů, rozsáhlých požárů, fragmentace superkontinentů nebo dopadů kosmických těles. Výsledkem jsou relativně nízká úroveň pCO2 a s ní spojené dočasné zalednění pólů a snížení teplot na severní polokouli planety.
Vysoce přesná datace jedné z lokalit v tomto souvrství odhalila maximální stáří na 166,0 (± 1,5) milionu let.